# Defleshed
A Defleshed svéd metalegyüttes. Lemezeiket a Regain Records kiadó jelenteti meg.

## Története
1991-ben alakultak meg Uppsala-ban. Zeneileg death, illetve thrash metalt játszanak. Fennállásuk alatt 5 nagylemezt jelentettek meg. Megalakulásuk konkrét története ismeretlen. Annyi ismert, hogy Löfven korábban a "Convulsion" és az "Inanimate", valamint a "Crematorium" zenekarokban tevékenykedett, és ő alapította meg ezt a zenekart. Valószínűleg akkor alapította meg, amikor kilépett a két említett együttesből, vagy ezek a zenekarok feloszlottak. 2005-ben a Defleshed feloszlott.
2021-ben újra összeálltak, és új lemezen dolgoznak.

## Tagjai
- Gustaf Jorde – ének, basszusgitár
- Lars Löfven – gitár
- Matte Modin – dobok

## Korábbi tagok
- Oskar Karlsson – dobok
- Kristoffer Griedl – gitár
- Robin Dohlk – éneklés (az első demójukon)
- Johan Hedman – éneklés (az egyik demójukon)

## Diszkográfia
- Abrah Kadavrah (1996)
- Under the Blade (1997)
- Fast Forward (1999)
- Royal Straight Flesh (2002)
- Reclaim the Beat (2005)